# IBU-Junior-Cup 2015/16
Der IBU-Junior-Cup 2015/16 wurde zwischen dem 12. Dezember 2015 und dem 20. März 2016 ausgetragen. Es handelte sich um die erste Austragung der höchsten, von der IBU organisierten, Rennserie für Juniorinnen und Junioren im Biathlon.
Nachdem mit der Umbenennung der zweithöchsten Biathlon-Rennserie von Europacup in IBU-Cup zur Saison 2008/09 die bis dahin in diesem Rahmen durchgeführten Juniorenrennen abgeschafft wurden, entschied sich die IBU, diese ab 2015 als zusätzliche eigenständige Rennserie wieder aufzunehmen.
Höhepunkt der Saison waren die Biathlon-Juniorenweltmeisterschaften im rumänischen Cheile Grădiștei. Diese Wettkämpfe flossen auch in die Wertung des IBU-Junior-Cups mit ein.

## Austragungsorte
|  |

|  |

|  |

|  |

| Cheile Grădiștei |

|  |

|  |

|  |

|  |

| Cheile Grădiștei |

| Pokljuka |

| Martell |

| Obertilliach |

| Lenzerheide |

| Pokljuka |

| Martell |

| Obertilliach |

| Lenzerheide |

## Wettkampfkalender
| Datum                                   | Ort              | Wettkämpfe                          |
| --------------------------------------- | ---------------- | ----------------------------------- |
| 11.–13. Dezember 2015                   | Obertilliach     | Sprint, Sprint                      |
| 17.–19. Dezember 2015                   | Martell          | Sprint, Sprint                      |
| 8.–10. Januar 2016                      | Lenzerheide      | Einzel, Sprint                      |
| 26. Januar – 2. Februar 2016 (JWM 2016) | Cheile Grădiștei | Einzel, Sprint, Verfolgung, Staffel |
| 16. – 20. März 2016 (JEM 2016)          | Pokljuka         | Einzel, Sprint, Verfolgung          |

## Juniorinnen
| 1. IBU-Junior-Cup in Obertilliach, 11. – 13. Dezember 2015 | 1. IBU-Junior-Cup in Obertilliach, 11. – 13. Dezember 2015 | 1. IBU-Junior-Cup in Obertilliach, 11. – 13. Dezember 2015 | 1. IBU-Junior-Cup in Obertilliach, 11. – 13. Dezember 2015 | 1. IBU-Junior-Cup in Obertilliach, 11. – 13. Dezember 2015 |
| ---------------------------------------------------------- | ---------------------------------------------------------- | ---------------------------------------------------------- | ---------------------------------------------------------- | ---------------------------------------------------------- |
| Datum                                                      | Disziplin                                                  | Erster Platz                                               | Zweiter Platz                                              | Dritter Platz                                              |
| 12. Dezember 2015 (Sa.)                                    | Sprint (7,5 km)                                            | Darija Blaschko                                            | Sophia Schneider                                           | Theresa Maria Straßberger                                  |
| 13. Dezember 2015 (So.)                                    | Sprint (7,5 km)                                            | Theresa Maria Straßberger                                  | Sophia Schneider                                           | Jelisaweta Kaplina                                         |

| 2. IBU-Junior-Cup in Martell, 17.–19. Dezember 2015 | 2. IBU-Junior-Cup in Martell, 17.–19. Dezember 2015 | 2. IBU-Junior-Cup in Martell, 17.–19. Dezember 2015 | 2. IBU-Junior-Cup in Martell, 17.–19. Dezember 2015 | 2. IBU-Junior-Cup in Martell, 17.–19. Dezember 2015 |
| --------------------------------------------------- | --------------------------------------------------- | --------------------------------------------------- | --------------------------------------------------- | --------------------------------------------------- |
| Datum                                               | Disziplin                                           | Erster Platz                                        | Zweiter Platz                                       | Dritter Platz                                       |
| 18. Dezember 2015 (Fr.)                             | Sprint (7,5 km)                                     | Marija Krutschowa                                   | Jelisaweta Beltschenko                              | Darija Blaschko                                     |
| 19. Dezember 2015 (Sa.)                             | Sprint (7,5 km)                                     | Arina Pantowa                                       | Darija Blaschko                                     | Carmen Runggaldier                                  |

| 3. IBU-Cup in Lenzerheide, 8.–10. Januar 2016 | 3. IBU-Cup in Lenzerheide, 8.–10. Januar 2016 | 3. IBU-Cup in Lenzerheide, 8.–10. Januar 2016 | 3. IBU-Cup in Lenzerheide, 8.–10. Januar 2016 | 3. IBU-Cup in Lenzerheide, 8.–10. Januar 2016 |
| --------------------------------------------- | --------------------------------------------- | --------------------------------------------- | --------------------------------------------- | --------------------------------------------- |
| Datum                                         | Disziplin                                     | Erster Platz                                  | Zweiter Platz                                 | Dritter Platz                                 |
| 9. Januar 2016 (Sa.)                          | Einzel (12,5 km)                              | Natalja Uschkina                              | Kristina Reszowa                              | Darija Blaschko                               |
| 10. Januar 2016 (So.)                         | Sprint (7,5 km)                               | Tuuli Tomingas                                | Irina Krutschinkina                           | Jelisaweta Beltschenko                        |

| 53. Biathlon-Juniorenweltmeisterschaften in Cheile Grădiștei, 26. Januar–2. Februar 2016 | 53. Biathlon-Juniorenweltmeisterschaften in Cheile Grădiștei, 26. Januar–2. Februar 2016 | 53. Biathlon-Juniorenweltmeisterschaften in Cheile Grădiștei, 26. Januar–2. Februar 2016 | 53. Biathlon-Juniorenweltmeisterschaften in Cheile Grădiștei, 26. Januar–2. Februar 2016 | 53. Biathlon-Juniorenweltmeisterschaften in Cheile Grădiștei, 26. Januar–2. Februar 2016 |
| ---------------------------------------------------------------------------------------- | ---------------------------------------------------------------------------------------- | ---------------------------------------------------------------------------------------- | ---------------------------------------------------------------------------------------- | ---------------------------------------------------------------------------------------- |
| Datum                                                                                    | Disziplin                                                                                | Erster Platz                                                                             | Zweiter Platz                                                                            | Dritter Platz                                                                            |
| 28. Januar 2016 (Do.)                                                                    | Einzel (12,5 km)                                                                         | Susanna Kurzthaler                                                                       | Anastassija Merkuschyna                                                                  | Julia Schwaiger                                                                          |
| 30. Januar 2016 (Sa.)                                                                    | Sprint (7,5 km)                                                                          | Hanna Öberg                                                                              | Lena Häcki                                                                               | Anna Magnusson                                                                           |
| 31. Januar 2016 (So.)                                                                    | Verfolgung (10 km)                                                                       | Hanna Öberg                                                                              | Lena Häcki                                                                               | Chloé Chevalier                                                                          |
| 2. Februar 2016 (Di.)                                                                    | Staffel (3 × 6 km)                                                                       | NorwegenAnne Marit Bredalen Turi Storstrøm Thoresen Ingrid Landmark Tandrevold           | SchwedenAnna Magnusson Sofia Myhr Hanna Öberg                                            | ÖsterreichSusanna Kurzthaler Julia Schwaiger Simone Kupfner                              |

| 1. Offene Junioren-Europameisterschaften in Pokljuka, 16–20. März 2016 | 1. Offene Junioren-Europameisterschaften in Pokljuka, 16–20. März 2016 | 1. Offene Junioren-Europameisterschaften in Pokljuka, 16–20. März 2016 | 1. Offene Junioren-Europameisterschaften in Pokljuka, 16–20. März 2016 | 1. Offene Junioren-Europameisterschaften in Pokljuka, 16–20. März 2016 |
| ---------------------------------------------------------------------- | ---------------------------------------------------------------------- | ---------------------------------------------------------------------- | ---------------------------------------------------------------------- | ---------------------------------------------------------------------- |
| Datum                                                                  | Disziplin                                                              | Erster Platz                                                           | Zweiter Platz                                                          | Dritter Platz                                                          |
| 17. März 2016 (Do.)                                                    | Einzel (12,5 km)                                                       | Anastassija Merkuschyna                                                | Christin Maier                                                         | Lena Arnaud                                                            |
| 19. März 2016 (Sa.)                                                    | Sprint (7,5 km)                                                        | Lea Arnaud                                                             | Chloé Chevalier                                                        | Christin Maier                                                         |
| 20. März 2016 (So.)                                                    | Verfolgung (10 km)                                                     | Julia Simon                                                            | Lena Arnaud                                                            | Christin Maier                                                         |

### Pokalwertungen Juniorinnen
| Endstand nach 12 Rennen (Top 10) |                           |        |       |
| \| Rang \| Name \| Punkte \| Siege \| \| ---- \| ------------------------- \| ------ \| ----- \| \| 01 \| Darija Blaschko \| 388 \| 1 \| \| 02 \| Jelisaweta Beltschenko \| 339 \| 0 \| \| 03 \| Christin Maier \| 333 \| 0 \| \| 04 \| Natalja Uschkina \| 315 \| 1 \| \| 05 \| Theresa Maria Straßberger \| 300 \| 1 \| \| 06 \| Tuuli Tomingas \| 281 \| 1 \| \| 07 \| Lena Arnaud \| 278 \| 1 \| \| 08 \| Anastassija Merkuschyna \| 273 \| 1 \| \| 09 \| Snejana Tissejewa \| 253 \| 0 \| \| 10 \| Carmen Runggaldier \| 252 \| 0 \| |                           |        |       |
| Rang | Name                      | Punkte | Siege |
| 01 | Darija Blaschko           | 388    | 1     |
| 02 | Jelisaweta Beltschenko    | 339    | 0     |
| 03 | Christin Maier            | 333    | 0     |
| 04 | Natalja Uschkina          | 315    | 1     |
| 05 | Theresa Maria Straßberger | 300    | 1     |
| 06 | Tuuli Tomingas            | 281    | 1     |
| 07 | Lena Arnaud               | 278    | 1     |
| 08 | Anastassija Merkuschyna   | 273    | 1     |
| 09 | Snejana Tissejewa         | 253    | 0     |
| 10 | Carmen Runggaldier        | 252    | 0     |

| Rang | Name                      | Punkte | Siege |
| ---- | ------------------------- | ------ | ----- |
| 01   | Darija Blaschko           | 288    | 1     |
| 02   | Jelisaweta Beltschenko    | 229    | 0     |
| 03   | Tuuli Tomingas            | 214    | 1     |
| 04   | Theresa Maria Straßberger | 192    | 1     |
| 05   | Markéta Davidová          | 181    | 0     |
| 06   | Christin Maier            | 169    | 0     |
| 07   | Snejana Tissejewa         | 166    | 0     |
| 08   | Carmen Runggaldier        | 162    | 0     |
| 09   | Natalja Uschkina          | 158    | 0     |
| 10   | Marija Krutschowa         | 151    | 1     |

| Rang | Name                      | Punkte | Siege |
| ---- | ------------------------- | ------ | ----- |
| 01   | Lena Arnaud               | 84     | 0     |
| 02   | Chloé Chevalier           | 84     | 0     |
| 03   | Christin Maier            | 82     | 0     |
| 04   | Anastassija Merkuschyna   | 78     | 0     |
| 05   | Theresa Maria Straßberger | 63     | 0     |
| 06   | Julia Simon               | 60     | 1     |
| 06   | Hanna Öberg               | 60     | 1     |
| 08   | Julia Schwaiger           | 59     | 0     |
| 09   | Natalja Uschkina          | 58     | 0     |
| 10   | Lena Häcki                | 54     | 0     |

| Rang | Name                    | Punkte | Siege |
| ---- | ----------------------- | ------ | ----- |
| 01   | Anastassija Merkuschyna | 114    | 1     |
| 02   | Natalja Uschkina        | 110    | 1     |
| 03   | Lena Arnaud             | 091    | 0     |
| 04   | Julia Schwaiger         | 088    | 0     |
| 05   | Kristina Reszowa        | 086    | 0     |
| 06   | Christin Maier          | 082    | 0     |
| 07   | Darija Blaschko         | 076    | 0     |
| 08   | Chloé Chevalier         | 072    | 0     |
| 09   | Magdalena Fankhauser    | 066    | 0     |
| 10   | Marion Deigentesch      | 065    | 0     |

## Junioren
| 1. IBU-Junior-Cup in Obertilliach, 11. – 13. Dezember 2015 | 1. IBU-Junior-Cup in Obertilliach, 11. – 13. Dezember 2015 | 1. IBU-Junior-Cup in Obertilliach, 11. – 13. Dezember 2015 | 1. IBU-Junior-Cup in Obertilliach, 11. – 13. Dezember 2015 | 1. IBU-Junior-Cup in Obertilliach, 11. – 13. Dezember 2015 |
| ---------------------------------------------------------- | ---------------------------------------------------------- | ---------------------------------------------------------- | ---------------------------------------------------------- | ---------------------------------------------------------- |
| Datum                                                      | Disziplin                                                  | Erster Platz                                               | Zweiter Platz                                              | Dritter Platz                                              |
| 12. Dezember 2015 (Sa.)                                    | Sprint (10 km)                                             | Kirill Strelzow                                            | Nikita Porschnew                                           | Émilien Jacquelin                                          |
| 13. Dezember 2015 (So.)                                    | Sprint (10 km)                                             | Maksim Warabej                                             | Nikita Porschnew                                           | Maksym Iwko                                                |

| 2. IBU-Junior-Cup in Martell, 17.–19. Dezember 2015 | 2. IBU-Junior-Cup in Martell, 17.–19. Dezember 2015 | 2. IBU-Junior-Cup in Martell, 17.–19. Dezember 2015 | 2. IBU-Junior-Cup in Martell, 17.–19. Dezember 2015 | 2. IBU-Junior-Cup in Martell, 17.–19. Dezember 2015 |
| --------------------------------------------------- | --------------------------------------------------- | --------------------------------------------------- | --------------------------------------------------- | --------------------------------------------------- |
| Datum                                               | Disziplin                                           | Erster Platz                                        | Zweiter Platz                                       | Dritter Platz                                       |
| 18. Dezember 2015 (Fr.)                             | Sprint (10 km)                                      | Witalij Trusch                                      | David Zobel                                         | Dominic Reiter                                      |
| 19. Dezember 2015 (Sa.)                             | Sprint (10 km)                                      | Jewgeni Krjukow                                     | Wiktor Tretjakow                                    | Luca Ghiglione                                      |

| 3. IBU-Cup in Lenzerheide, 8.–10. Januar 2016 | 3. IBU-Cup in Lenzerheide, 8.–10. Januar 2016 | 3. IBU-Cup in Lenzerheide, 8.–10. Januar 2016 | 3. IBU-Cup in Lenzerheide, 8.–10. Januar 2016 | 3. IBU-Cup in Lenzerheide, 8.–10. Januar 2016 |
| --------------------------------------------- | --------------------------------------------- | --------------------------------------------- | --------------------------------------------- | --------------------------------------------- |
| Datum                                         | Disziplin                                     | Erster Platz                                  | Zweiter Platz                                 | Dritter Platz                                 |
| 9. Januar 2016 (Sa.)                          | Einzel (15 km)                                | Ondřej Šantora                                | Kirill Strelzow                               | Ondřej Hošek                                  |
| 10. Januar 2016 (So.)                         | Sprint (10 km)                                | Kirill Strelzow                               | Igor Malinowski                               | Roman Jeremin                                 |

| 53. Biathlon-Juniorenweltmeisterschaften in Cheile Grădiștei, 26. Januar–2. Februar 2016 | 53. Biathlon-Juniorenweltmeisterschaften in Cheile Grădiștei, 26. Januar–2. Februar 2016 | 53. Biathlon-Juniorenweltmeisterschaften in Cheile Grădiștei, 26. Januar–2. Februar 2016 | 53. Biathlon-Juniorenweltmeisterschaften in Cheile Grădiștei, 26. Januar–2. Februar 2016 | 53. Biathlon-Juniorenweltmeisterschaften in Cheile Grădiștei, 26. Januar–2. Februar 2016 |
| ---------------------------------------------------------------------------------------- | ---------------------------------------------------------------------------------------- | ---------------------------------------------------------------------------------------- | ---------------------------------------------------------------------------------------- | ---------------------------------------------------------------------------------------- |
| Datum                                                                                    | Disziplin                                                                                | Erster Platz                                                                             | Zweiter Platz                                                                            | Dritter Platz                                                                            |
| 28. Januar 2016 (Do.)                                                                    | Einzel (15 km)                                                                           | Felix Leitner                                                                            | Andrea Baretto                                                                           | Sean Doherty                                                                             |
| 30. Januar 2016 (Sa.)                                                                    | Sprint (10 km)                                                                           | Felix Leitner                                                                            | Sean Doherty                                                                             | David Zobel                                                                              |
| 31. Januar 2016 (So.)                                                                    | Verfolgung (12,5 km)                                                                     | Sean Doherty                                                                             | Nikita Porschnew                                                                         | Felix Leitner                                                                            |
| 2. Februar 2016 (Di.)                                                                    | Staffel (4 × 7,5 km)                                                                     | RusslandDmitri Schamajew Wiktor Plizew Nikita Porschnew Kirill Strelzow                  | DeutschlandMarco Groß David Zobel Erik Weick Dominic Reiter                              | TschechienDavid Tolar Milan Žemlička Ondřej Hošek Jan Burian                             |

| 1. Offene Junioren-Europameisterschaften in Pokljuka, 16–20. März 2016 | 1. Offene Junioren-Europameisterschaften in Pokljuka, 16–20. März 2016 | 1. Offene Junioren-Europameisterschaften in Pokljuka, 16–20. März 2016 | 1. Offene Junioren-Europameisterschaften in Pokljuka, 16–20. März 2016 | 1. Offene Junioren-Europameisterschaften in Pokljuka, 16–20. März 2016 |
| ---------------------------------------------------------------------- | ---------------------------------------------------------------------- | ---------------------------------------------------------------------- | ---------------------------------------------------------------------- | ---------------------------------------------------------------------- |
| Datum                                                                  | Disziplin                                                              | Erster Platz                                                           | Zweiter Platz                                                          | Dritter Platz                                                          |
| 17. März 2016 (Do.)                                                    | Einzel (15 km)                                                         | Wiktar Kryuko                                                          | Anton Dudtschenko                                                      | Roman Jeremin                                                          |
| 19. März 2016 (Sa.)                                                    | Sprint (10 km)                                                         | Wiktar Kryuko                                                          | Dominic Reiter                                                         | David Zobel                                                            |
| 20. März 2016 (So.)                                                    | Verfolgung (12,5 km)                                                   | David Zobel                                                            | Émilien Jacquelin                                                      | Anton Dudtschenko                                                      |

### Pokalwertungen Junioren
| Endstand nach 12 Rennen (Top 10) |                   |        |       |
| \| Rang \| Name \| Punkte \| Siege \| \| ---- \| ----------------- \| ------ \| ----- \| \| 01 \| Dominic Reiter \| 407 \| 0 \| \| 02 \| Kirill Strelzow \| 354 \| 2 \| \| 03 \| Nikita Porschnew \| 338 \| 0 \| \| 04 \| Émilien Jacquelin \| 335 \| 0 \| \| 05 \| David Zobel \| 327 \| 1 \| \| 06 \| Roman Jeremin \| 312 \| 0 \| \| 07 \| Witalij Trusch \| 288 \| 1 \| \| 08 \| Maksym Iwko \| 286 \| 0 \| \| 09 \| Dmitri Schamajew \| 281 \| 0 \| \| 10 \| Wiktor Plizew \| 267 \| 0 \| |                   |        |       |
| Rang | Name              | Punkte | Siege |
| 01 | Dominic Reiter    | 407    | 0     |
| 02 | Kirill Strelzow   | 354    | 2     |
| 03 | Nikita Porschnew  | 338    | 0     |
| 04 | Émilien Jacquelin | 335    | 0     |
| 05 | David Zobel       | 327    | 1     |
| 06 | Roman Jeremin     | 312    | 0     |
| 07 | Witalij Trusch    | 288    | 1     |
| 08 | Maksym Iwko       | 286    | 0     |
| 09 | Dmitri Schamajew  | 281    | 0     |
| 10 | Wiktor Plizew     | 267    | 0     |

| Rang | Name              | Punkte | Siege |
| ---- | ----------------- | ------ | ----- |
| 01   | Dominic Reiter    | 257    | 0     |
| 02   | Maksym Iwko       | 215    | 0     |
| 03   | David Zobel       | 205    | 0     |
| 04   | Nikita Porschnew  | 201    | 0     |
| 05   | Witalij Trusch    | 200    | 1     |
| 06   | Roman Jeremin     | 198    | 0     |
| 07   | Kirill Strelzow   | 193    | 2     |
| 08   | Mitja Drinovec    | 181    | 0     |
| 09   | Émilien Jacquelin | 169    | 0     |
| 10   | Marco Groß        | 168    | 0     |

| Rang | Name                      | Punkte | Siege |
| ---- | ------------------------- | ------ | ----- |
| 01   | Émilien Jacquelin         | 94     | 0     |
| 01   | Nikita Porschnew          | 94     | 0     |
| 03   | David Zobel               | 88     | 1     |
| 04   | Martin Perrillat Bottonet | 74     | 0     |
| 05   | Maksim Warabej            | 70     | 0     |
| 06   | Felix Leitner             | 65     | 0     |
| 07   | Marco Groß                | 65     | 0     |
| 08   | Wiktar Kryuko             | 65     | 0     |
| 09   | Dominic Reiter            | 64     | 0     |
| 10   | Sean Doherty              | 60     | 1     |

| Rang | Name              | Punkte | Siege |
| ---- | ----------------- | ------ | ----- |
| 01   | Dmitri Schamajew  | 112    | 0     |
| 02   | Kirill Strelzow   | 108    | 0     |
| 03   | Felix Leitner     | 091    | 1     |
| 04   | Roman Jeremin     | 086    | 0     |
| 05   | Dominic Reiter    | 086    | 0     |
| 06   | Ondřej Šantora    | 080    | 1     |
| 07   | Wiktar Kryuko     | 074    | 1     |
| 08   | Émilien Jacquelin | 072    | 0     |
| 09   | Maksym Iwko       | 062    | 0     |
| 10   | Ondřej Hošek      | 061    | 0     |